# ホテル宍道湖
ホテル宍道湖（ホテルしんじこ）は、かつて島根県松江市にあったホテル。

## 概要
1975年5月に開業した。土地と建物のほとんどを県が所有し、県職員が加入する地方職員共済組合県支部に福利厚生目的で無償貸与している。
建物が耐震基準を満たしておらず補強工事に多額な費用が必要であったことから、県は2016年12月をもって営業を終了し、2017年3月末で閉館することを明らかにした。予定通り2017年3月末で閉館したが、2019年時点で建物は解体されていない。
2020年3月26日の記者会見で松浦正敬松江市長は県所有のホテル宍道湖を市が購入すると明らかにした。

## アクセス
- JR乃木駅下車して徒歩7分。